# 伊布罗希姆哈利勒·尤尔多谢夫
伊布罗希姆哈利勒·尤尔多谢夫（2001年2月14日—）是乌兹别克足球运动员，司职后卫。现效力俄羅斯足球超級聯賽球队下诺夫哥罗德，也代表烏茲別克國家足球隊。

## 荣誉

### 俱乐部
塔什干棉农
- 烏茲別克超級足球聯賽冠军：2019年
- 烏茲別克超級盃冠军：2021年
- 烏茲別克盃冠军：2019年
- 乌兹别克联赛杯冠军：2019年